# فالتر كاباخر
فالتر كاباخر (24 أكتوبر 1938 - 24 مايو 2024) كاتب روائي نمساوي كاتب القصص القصيرة وروايات وسيناريو فاز بالعديد من الجوائز الأدبية باللغة الألمانية منها جائزة غيورغ بوشنر عام 2009 عن مجمل أعماله. بدأ كاباخر الكتابة بعد عام 1964. ونشر لأول مرة عدة قصص قصيرة في عام 1967 في صحيفة شتوتجارتر تسايتونج. وفي عام 1978 - بعد عيد ميلاده الأربعين - قرر ترك وظيفته وكسب لقمة عيشه ككاتب مستقل. قام بتأليف سلسلة من القصص القصيرة والروايات، بالإضافة إلى المسرحيات الإذاعية والنصوص التلفزيونية.

## نشأتها
ولد فالتر كاباخر عام 1938 ونشأ في سالزبورغ . بعد حصوله على التعليم الابتدائي والثانوي، أكمل تدريبه كميكانيكي للدراجات النارية. لقد كان شغوفًا بسباقات الدراجات النارية لعدة سنوات. بعد الانتهاء من خدمته العسكرية، طور اهتمامًا روحيًا بالمسرح وبدأ الدراسة في مدرسة المسرح في ميونيخ . يزداد اهتمامه بالقراءة والكتابة. يدعم نفسه كبائع في وكالة سفر.

## الجوائز والتكريمات
- 1977 الجائزة الترويجية من جائزة الدولة النمساوية الكبرى للأدب.
- 1985 جائزة راوريس للأدب
- 1986 جائزة الأدب من اتحاد الصناعات الألمانية
- 1997 جائزة كالو هيرمان هيسه
- 2004 جائزة هيرمان لينز
- 2005 عضو الأكاديمية الألمانية للغة والشعر في دارمشتات
- 2006 جائزة الفن الكبرى لأرض سالزبورغ.
- 2008 الدكتوراه الفخرية من جامعة سالزبورغ
- 2009 جائزة غيورغ بوشنر؛[2][3] عضو مراسل في الأكاديمية البافارية للفنون الجميلة؛[4] الجائزة الدولية للفنون والثقافة في صندوق سالزبورغ الثقافي
- 2015 الميدالية الذهبية التذكارية لعاصمة ولاية سالزبورغ
- 2018 خاتم مدينة سالزبورغ.[5]